# گامسوتل
گامسوتل (به لاتین: Gamsutl) یک منطقهٔ مسکونی پیشین در روسیه است که در داغستان واقع شده‌است. گامسوتل ۰ نفر جمعیت دارد و ۱٬۴۰۰ متر بالاتر از سطح دریا واقع شده‌است.